# Kinnarfjöll
Kinnarfjöll är en bergskedja i republiken Island. Den ligger i regionen Norðurland eystra, 270 km nordost om huvudstaden Reykjavík.
Kinnarfjöll sträcker sig 7,8 km i sydostlig-nordvästlig riktning. Den högsta toppen är Grænihnjúkur, 949 meter över havet.
Topografiskt ingår följande toppar i Kinnarfjöll:
- Grænihnjúkur
- Vesturfjall